# عیتا الفخار
عیتا الفخار (به عربی: عیتا الفخار) یک منطقهٔ مسکونی در لبنان است که در شهرستان بقاع غربی واقع شده‌است. عیتا الفخار ۱٬۲۰۰ متر بالاتر از سطح دریا واقع شده‌است.